# Военная промышленность Мьянмы
Мьянма (Бирма) с 1950-х гг. располагает собственной военной промышленностью, чему способствовала продолжительная гражданская война против различных этнических группировок, солдат Гоминьдана и КПБ. Эта структура именуется Ka Pa Sa (англ. Defense Industry), является государственной и включает 13 военных заводов, которые производят около 70 видов продукции, наиболее необходимых для нужды сухопутных войск, ВВС и ВМФ Мьянмы. Основным видом продукции являются автоматы, пулемёты, пистолеты-пулемёты, пушки ПВО, широкий ассортимент снарядов и мин, боеприпасов для авиационного вооружения и ПВО, противотанковых средств (в том числе мин), бомб, гранат, противопехотных мин (таких как М-14), коммерческую взрывчатку и продукцию, ракеты и т. д. В номенклатуре лёгкого вооружения, произведённого на этих заводах, присутствуют буквы BA (Burmese army, бирманская армия) или MA (Myanmar Army, мьянманская армия).

## Военные заводы
Основные заводы военной промышленности Мьянмы:
- Оружейный завод (Weapons Factory)
- Завод по производству бомб и гранат (Bombs & Grenades Factory)
- Завод по производству карбида вольфрама (Tungsten Carbide Factory)
- Пулемётный завод (Machine Gun Factory)
- Завод по производству снарядов (Filling Factory)
- Завод метательных взрывчатых веществ (Propellants Factory)
- Завод боеприпасов тяжёлой артиллерии (Heavy Artillery Ammo Factory)
- Завод по производству мелкокалиберных боеприпасов (Small Arms Ammo Factory)
- Латунная фабрика
- Завод вольфрамовых сплавов (Tungsten Alloy Factory)
- Завод танкового вооружения (Tank Ammo Factory)
- Завод взрывчатых веществ (Explosives Factory)
- Завод боеприпасов артиллерии среднего калибра (Medium Artillery Ammo Factory)

## Тяжёлое вооружение
Производство тяжёлого вооружения (Myanmar Heavy Industries) было налажено с украинской помощью главным образом для того, чтобы собирать и поддерживать в рабочем состоянии флот БТР-3У вооружённых сил Мьянмы. Ожидается, что за 10 лет в Мьянме будет собрано 1000 колёсных бронетранспортёров БТР-3У из частей, отправляемых из Украины. Этот БТР оснащён современными системами вооружения, включая 30 мм пушку и спаренный с ней 7,62 мм пулемёт, 30 мм автоматический гранатомёт и ПТУР.
Также производятся боевые машины пехоты и бронетранспортёры MAV 1, MAV 2 и BAAC APCs. О БМП MAV известно немного, но сообщается, что она только на  60% состоит из компонентов, произведённых внутри страны, а некоторые ключевые части, например СУО, башни, двигатель и трансмиссия закупаются в Китае у компании NORINCO industries. Кроме БТР-3У, БМП MAV и БТР BAAC, заводы тяжёлого вооружения производят военные грузовики и джипы для сухопутных войск, ВВС и ВМФ.

## Лёгкое вооружение

### Оружие, производимое по лицензии
Военная промышленность Мьянмы производила по лицензии следующие виды вооружения:
1. Пистолет-пулемёт TZ-45 (BA-52).
2. Штурмовая винтовка HK G3 (BA-63//BA-72/BA-100).

### Копии и собственные изобретения
Начиная с 1990-х гг. в Мьянме велись работы по созданию современных видов стрелкового оружия для замены устаревших западных образцов и уменьшения зависимости снабжения армии от зарубежных поставок вооружения. Результатом этих усилий стало создание и принятие на вооружение нескольких образцов стрелкового оружия:
1. Пистолет-пулемёт BA-94 (мини-Узи с фиксированным пластиковым прикладом типа HK 33).
2. Штурмовые винтовки MA-11 (HK-33), MA-1 и MA-3 (также известные под названием EMERK). Автомат MA-1 (EMER-K1) имеет компоновку булл-пап и работает по принципу отвода пороховых газов, кроме этого о нём ничего не известно. Автомат MA-3 (EMER-K3) представляет собой лицензионную копию Galil с возможностью использования подствольного гранатомёта M-203.
3. Пулемёт MA-15 (Rheinmetall MG3).
4. Ручные пулемёты MA-12 (более тяжёлая версия автомата MA-11), BA-64 (штурмовая винтовка G3A2 с сошками и тяжёлым стволом G4) et MA-2 (другое название EMER-K1 LMG, автомат МА-1 с сошками), MA-4 (другое название EMER-K3 LMG, лицензионная копия ручного пулемёта Galil ARM).

## Продукция
Индустрия тяжёлого вооружения Мьянмы производит следующие виды оружия:
- БТР-3У (180 шт/год)
- БМП MAV-1 (20 шт/год)
- Тяжёлые грузовики (400 шт/год)
- 6-тонные грузовики 4x4 (400 шт/год)
- Джип типа Humvee (прототип)(впервые показан на параде в честь 61 годовщины Дня армии Мьянмы)
- 105 мм гаубицы (с 2006, производство налажено при помощи сингапурских специалистов)
- 120 мм миномёты MA 6 (50 шт/год)
- 14,5 мм зенитные пулемёты (50 шт/год)
- 12,7 мм тяжёлые пулемёты (200 шт/год)
- тяжёлые пулемёты калибра .50 (150 шт/год)
- стрелковое оружие серии MA (60,000 шт/год)
- РПГ (1,500 шт/год)
- Гранатомёты (7,000 шт/год)
- 81/60 мм миномёты (1,200 шт/год)
- 155/130/122/105 мм снаряды
- 120/81/60 мм мины для миномётов
- патроны для стрелкового оружия (60 млн шт/год)
- гранаты и ракеты
- 57/77/122 мм ракеты и бомбы свыше 500 кг для ВВС
- 25/37/40/57 мм снаряды для ВМФ